# Patogen

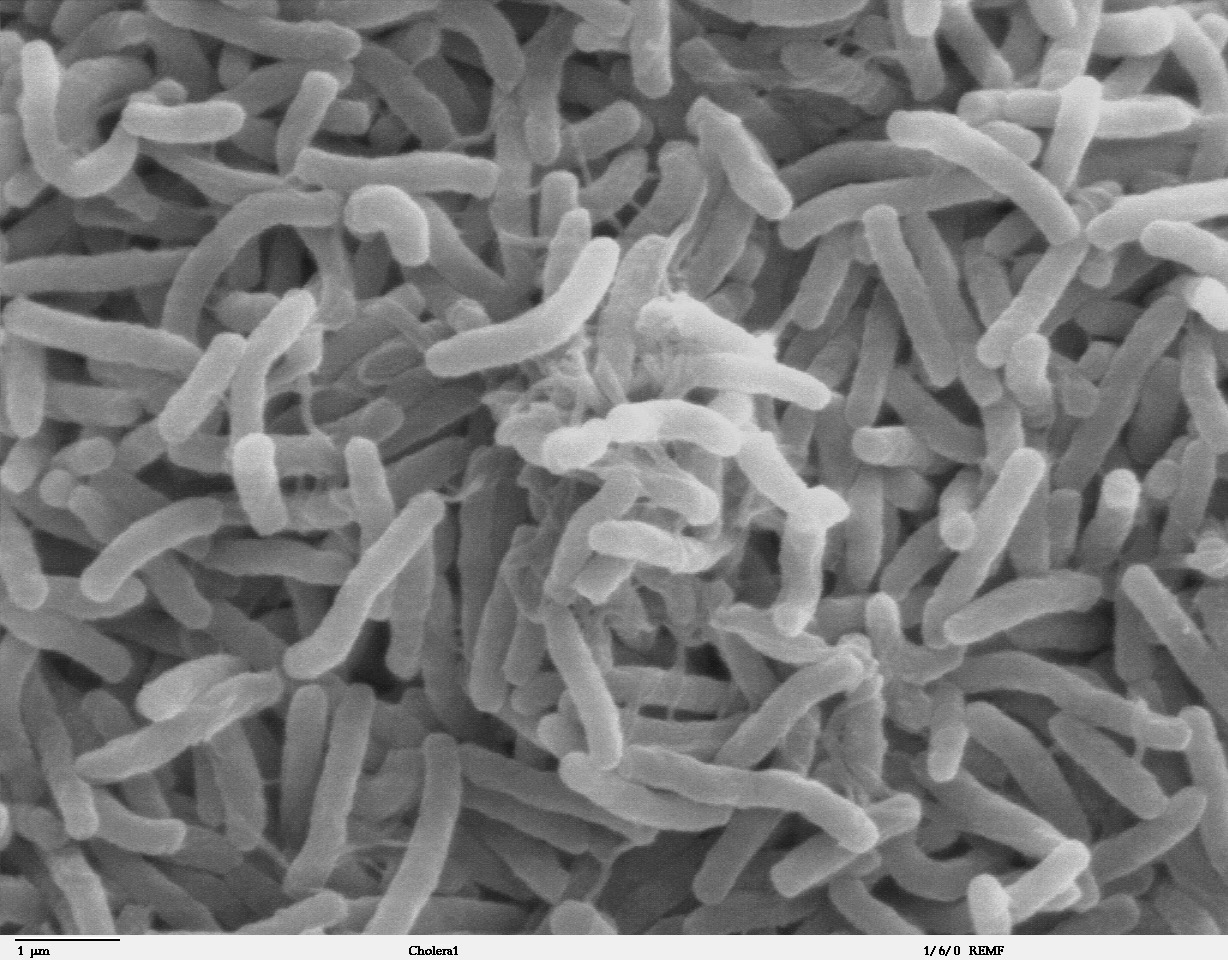
Kolerabakterie, Vibrio cholerae, bakterien som orsakar kolera. Bilden är tagen med svepelektronmikroskop.

Internationell varningssymbol för smittfarliga ämnen.

En patogen betecknar i bred betydelse något som kan orsaka sjukdom. Begreppet används dock vanligast synonymt med smittämne för att beteckna smittsamma mikroorganismer såsom vissa bakterier, virus och svampar och ämnen som prioner. Små djur som kan orsaka smittsamma sjukdomar betecknas vanligen parasiter snarare än patogener.
Andra sjukdomsorsakande ämnen och faktorer som gifter, stress och autoimmunitet brukar inte betecknas som patogener. Begreppet patogenes, beskrivningen av uppkomst och utveckling av sjukdom, används däremot både för sjukdomar orsakade av patogener och andra sjukdomar. 
Ordet patogen kommer från grekiskans πάθος pathos, "lidande, passion" och γἰγνομαι (γεν-) gignomai (gen-), "att ge liv åt". Det motsatta begreppet är apatogen.